# Boavista Futebol Clube 2015-2016
Questa voce raccoglie le informazioni riguardanti il  Boavista Futebol Clube  nelle competizioni ufficiali della stagione 2015-2016.

## Rosa
| N. |                       | Ruolo | Calciatore        |
| -- | --------------------- | ----- | ----------------- |
| 1  | Portogallo (bandiera) | P     | Mika              |
| 3  | Portogallo (bandiera) | D     | Fábio Ervões      |
| 4  | Nigeria (bandiera)    | C     | Reuben Gabriel    |
| 5  | Brasile (bandiera)    | D     | Paulo Vinícius    |
| 6  | Brasile (bandiera)    | D     | Anderson Correia  |
| 7  | Portogallo (bandiera) | C     | Rúben Ribeiro     |
| 8  | Portogallo (bandiera) | C     | Tengarrinha       |
| 9  | Nigeria (bandiera)    | A     | Uche Nwofor       |
| 11 | Spagna (bandiera)     | C     | Mario Martínez    |
| 12 | Brasile (bandiera)    | P     | Gideão            |
| 14 | Ghana (bandiera)      | D     | Emmanuel Hackman  |
| 15 | Brasile (bandiera)    | A     | Douglas Abner     |
| 17 | Portogallo (bandiera) | A     | Renato Santos     |
| 19 | Brasile (bandiera)    | D     | Ian Pereira       |
| 21 | Algeria (bandiera)    | C     | Aymen Tahar       |
| 22 | Portogallo (bandiera) | D     | Carlos Santos     |
| 23 | Portogallo (bandiera) | D     | Nuno Henrique     |
| 25 | Portogallo (bandiera) | D     | Afonso Figueiredo |

| N. |                         | Ruolo | Calciatore        |
| -- | ----------------------- | ----- | ----------------- |
| 27 | Brasile (bandiera)      | C     | Anderson Carvalho |
| 28 | Portogallo (bandiera)   | D     | Tiago Mesquita    |
| 29 | Senegal (bandiera)      | P     | Mamadou Ba        |
| 30 | Brasile (bandiera)      | C     | Ancelmo Júnior    |
| 42 | Senegal (bandiera)      | C     | Idrissa Mandiang  |
| 70 | Portogallo (bandiera)   | C     | Zé Manuel         |
| 71 | Portogallo (bandiera)   | A     | Ibrahima Faye     |
| 75 | Nigeria (bandiera)      | A     | Michael Uchebo    |
| 77 | Portogallo (bandiera)   | A     | Luisinho          |
| 79 | Argentina (bandiera)    | A     | Imanol Iriberri   |
| 88 | Portogallo (bandiera)   | C     | Samu              |
| 94 | Brasile (bandiera)      | D     | Philipe Sampaio   |
| 95 | RD del Congo (bandiera) | C     | André Bukia       |
| 99 | Colombia (bandiera)     | A     | Cristian Cangá    |
|    | Senegal (bandiera)      | C     | Yoro Lamine Ly    |
|    | Portogallo (bandiera)   | C     | Fábio Lopes       |
|    | Portogallo (bandiera)   | C     | Miguel Pereira    |